# Dauin
Dauin ist eine philippinische Gemeinde in der Provinz Negros Oriental. Sie hat 27.786 Einwohner (Zensus 1. August 2015).
Die Gemeinde Dauin grenzt im Norden an Bacong, im Süden an Zamboanguita. Im Westen bildet eine Bergkette die Grenze zu Santa Catalina. Dauin liegt an der Ostküste der Insel Negros.
Zur Gemeinde gehört auch die Insel Apo, die ein beliebter Platz für Sporttaucher ist. Apo ist mit dem Boot vom Festland in etwa 30 Minuten zu erreichen.

## Baranggays
Dauin ist politisch in 23 Barangays unterteilt.
| - Anhawan - Apo Island - Bagacay - Baslay - Batuhon Dacu - Boloc-boloc - Bulak - Bunga - Casile - Libjo - Lipayo - Maayongtubig | - Mag-aso - Magsaysay - Malongcay Dacu - Masaplod Norte - Masaplod Sur - Panubtuban - Poblacion I - Poblacion II - Poblacion III - Tugawe - Tunga-tunga |